# 존 로스 (음악가)
존 로스(John Roth, 개명 前 이름은 존 케네디 로스(John Kennedy Roth), 1967년 5월 5일 ~ )는 미국의 록 기타리스트 겸 작사가이며 작곡가이다.

## 생애
미국 테네시주 멤피스에서 출생하였고 지난날 한때 미국 아칸소주 블랙 오크에서 잠시 유아기를 보낸 적이 있는 그는 1986년 하드 록 밴드 윙거(Winger)에 기타리스트 겸 보컬리스트 첫 데뷔하였으며 이후 스타십(Starship)이라는 하드 록 음악 밴드에 기타리스트 합류하여 현재에 이르고 있다.